# Pomonte (Marciana)
Pomonte è una frazione del Comune di Marciana, situata sulla costa sud-occidentale dell'isola d'Elba (denominata Costa del Sole), poco distante dal paese di Chiessi; è sovrastata dal Monte Schiappone e dal Colle alla Casa. Si trova nel tratto finale della Valle di Pomonte.

## Origine del nome
Il toponimo deriva dall'originaria forma Pedemonte («ai piedi del monte» in riferimento al Monte Capanne o da «post montem» e quindi «dietro il monte»), ulteriormente contratta in Pemonte e  Pomonte. Le tre forme compaiono in documenti pisani del 1260 conservati presso l'Archivio Storico Diocesano di Pisa. 
Il nome invece degli abitanti (pomontinchi) tradisce un'origine còrsa del nome stesso e proviene da pumuntincu, cioè «oltre il monte» (latino incola, «abitante»).

## Storia
Il nucleo originario del borgo, attestato dai documenti tra il XIII e il XIV secolo, si trovava a 460 m di altitudine nella Valle di Pomonte, la più estesa dell'isola. L'antico villaggio, uno dei comuni dell'Elba medievale, venne distrutto, secondo la tradizione storiografica, durante gli attacchi di Khayr al-Din Barbarossa (1544) e di Dragut (1553). Da registri del 1573 (Archivio storico di Marciana) si evince che esistevano delle saline ed uno scalo marittimo sul luogo dell'attuale Pomonte, sviluppatosi a partire dalla fine del XIX secolo. 

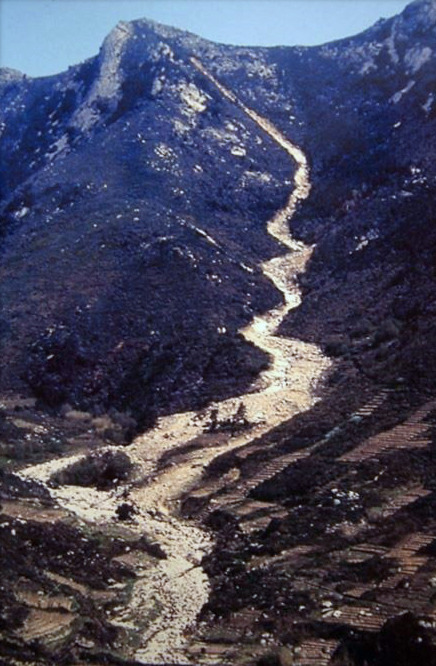
La frana del 16 ottobre 1990

Il 16 ottobre 1990 dal soprastante altopiano delle Mure si generò una vasta frana di detrito roccioso che investì parzialmente l'attuale abitato di Pomonte.
Località vicine sono Cafaio (dal longobardo gahagi, «recinto»), Caselle, Olivastro, Pente, Passatoio e le formazioni rocciose della Cote Grossa, Cote Ritonda e Cote del Sale.

### Il paese medievale di Pedemonte

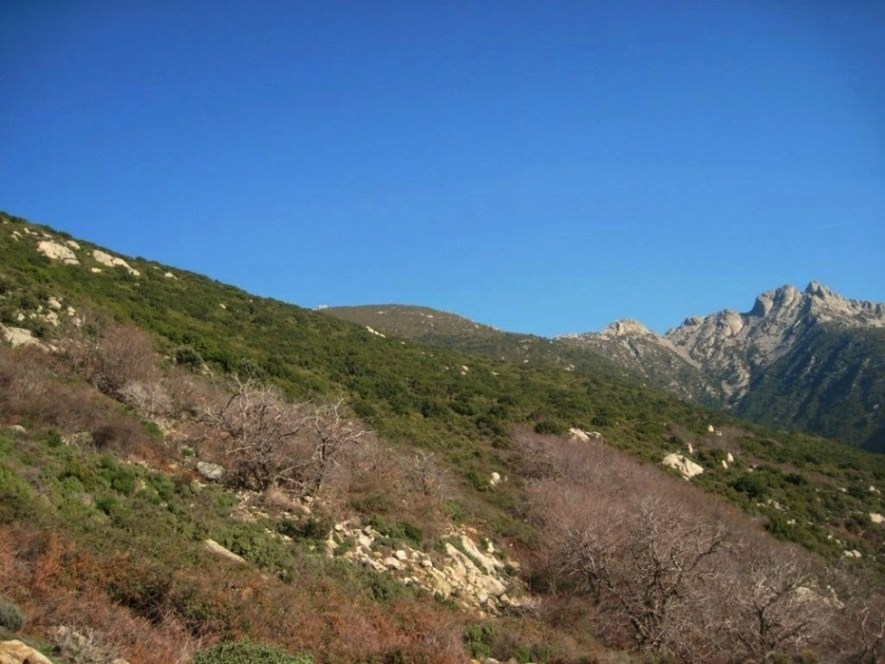
Il sito del paese medievale di Pedemonte

I resti del villaggio medievale si trovano in località La Terra (il termine terra significava «paese»), sulla destra orografica della Valle di Pomonte e di fronte al Monte Cenno, luogo in cui venivano eseguite segnalazioni di fumo (cenni o cinni) in caso di pericolo.
Il tessuto urbanistico del villaggio si svolgeva lungo un ripido fianco montano organizzato su terrazzamenti. Le abitazioni presentavano una copertura in piccole lastre di ardesia. Stando ai documenti medievali, nei pressi di Pedemonte si trovavano numerose coltivazioni di legumi (un antico toponimo della vallata è Lomentata, dal latino lomentum ossia «farina di fave»). Pedemonte possedeva la piccola Chiesa di San Benedetto in stile romanico pisano, di cui restano i ruderi.
Documenti del 1260 redatti dal notaio pisano Rodolfino, che elenca le comunità dell'isola d'Elba tenute ogni anno a donare falconi all'arcivescovo di Pisa, citano il Comune Pedemontis o Pomontis. 
Il paese è menzionato in atti notarili di Andrea di Pupo da Peccioli (1343) e nei registri del Comune di Pisa (XIV secolo) conservati nell'Archivio di Stato di Pisa.

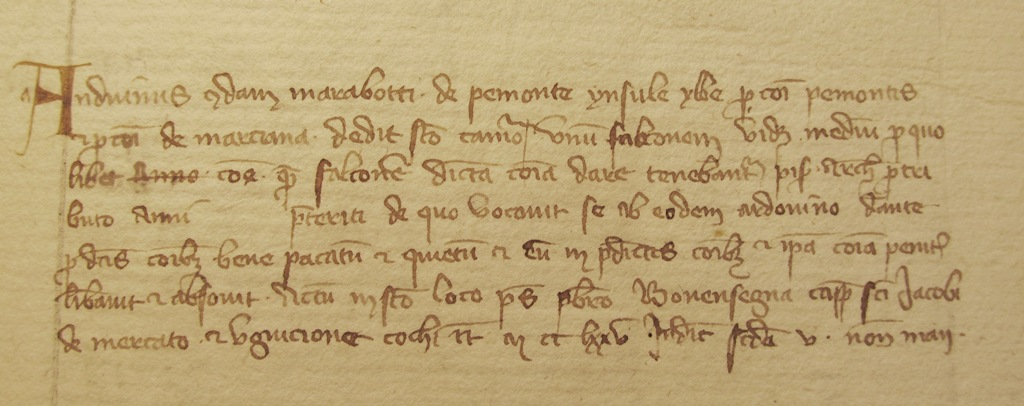
Documento del 1260 che nomina Pemonte

Da Pedemonte provengono numerosi frammenti di vasellame in maiolica arcaica pisana e tegole in ardesia, conservati presso il Museo archeologico di Marciana. Si ha notizia, inoltre, di altri passati ritrovamenti avvenuti durante lavori agricoli tra il 1930 e il 1950 (un crocifisso in metallo, monete, una macina in pietra, condutture in argilla e una probabile sepoltura con un cranio umano).

## Monumenti e luoghi d'interesse
A Pomonte si trova la chiesa di Santa Lucia (edificata nel 1913 su un preesistente vigneto) e l'oratorio di Santa Filomena (XIX secolo), di proprietà privata, situato al termine di una traversa sul lato sinistro del lungomare.
Davanti alla chiesa di Santa Lucia si trova un monumento in monzogranito rielaborato nel 1974 dallo scultore Nello Bini - con realizzazione di Lido Montauti - riutilizzando un grande blocco colonnare, estratto dalle cave del paese, che durante il ventennio fascista sarebbe dovuto diventare un monumento a Galeazzo Ciano da collocarsi sulla scogliera di Pomonte; problemi tecnici ne impedirono la realizzazione.
Al 1996 risale la scultura Il grande sedile di Giò Pomodoro, realizzata in granodiorite locale, che si trova sul mare in località Calello.
Nel mare antistante il paese, nelle vicinanze dello Scoglio dell'Ògliera (nel vernacolo locale ògliera indica l'anemone marino) giace il relitto del mercantile Elviscot, affondato nel 1972.

## Imagazzinirurali
Nella vallata di Pomonte si trovano nove edifici rurali, detti magazzeni o magazzini, edificati sul finire del XIX secolo per servire durante il periodo della vendemmia. Al loro interno, infatti, si trova regolarmente la vasca del palmento per la spremitura dell'uva, oltre ad un camino e, all'esterno, un forno da pane.

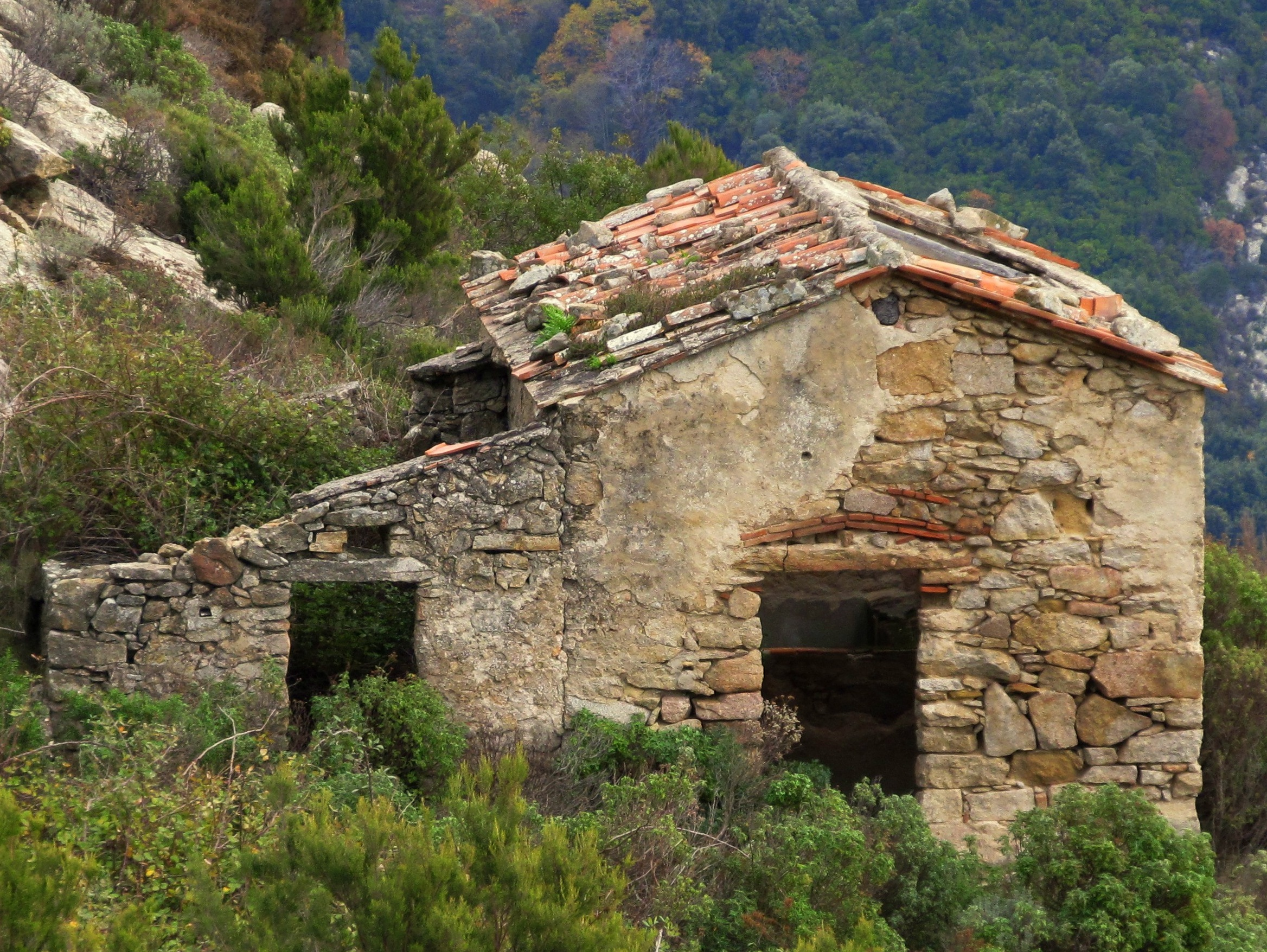
Magazzino della famiglia Ciangherotti
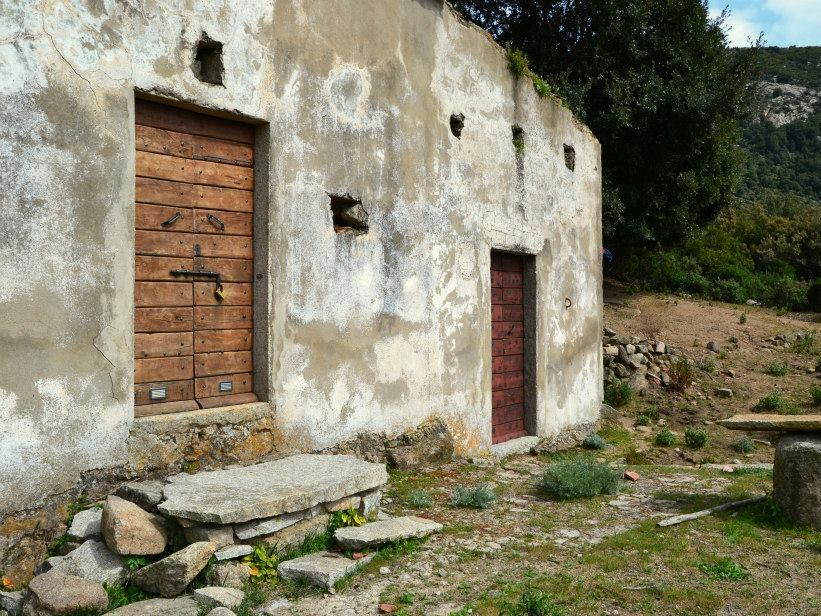
Magazzino del Bindolo (famiglia Vai)
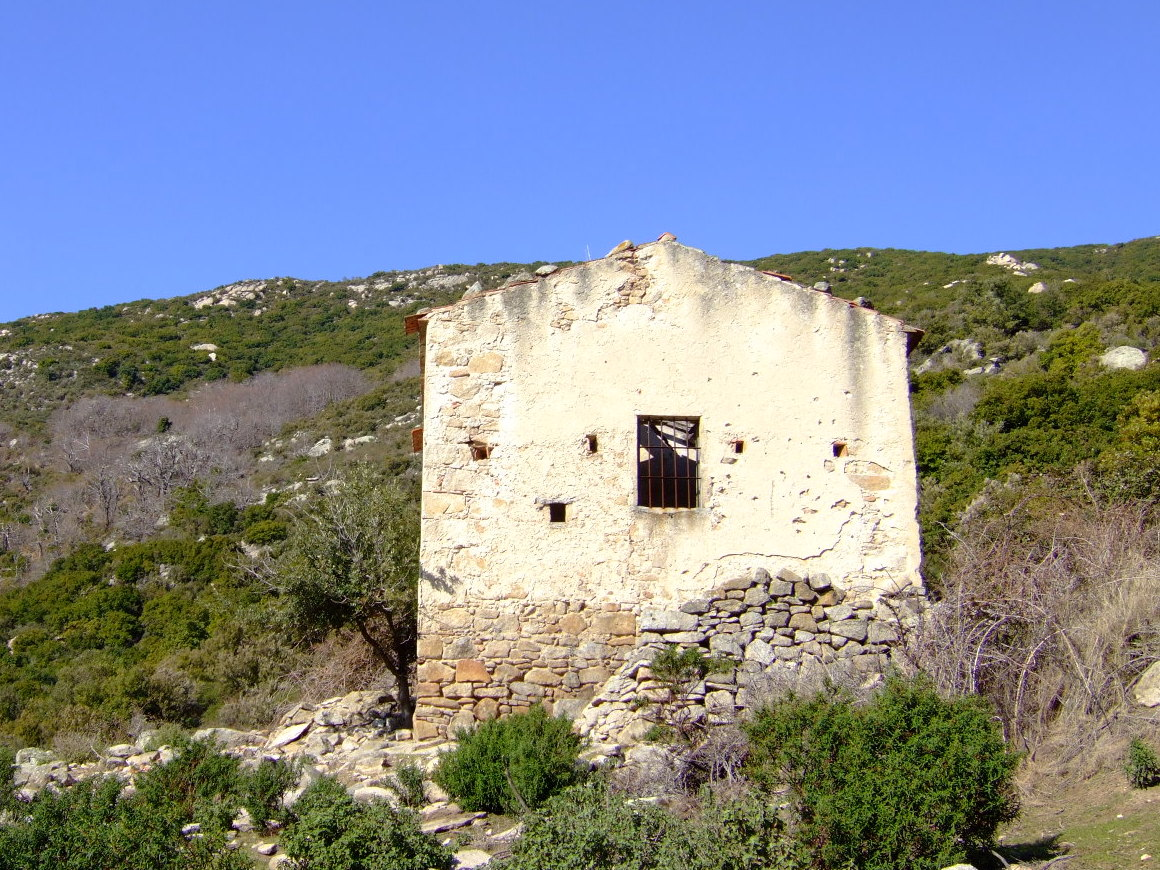
Magazzino della famiglia Lupi
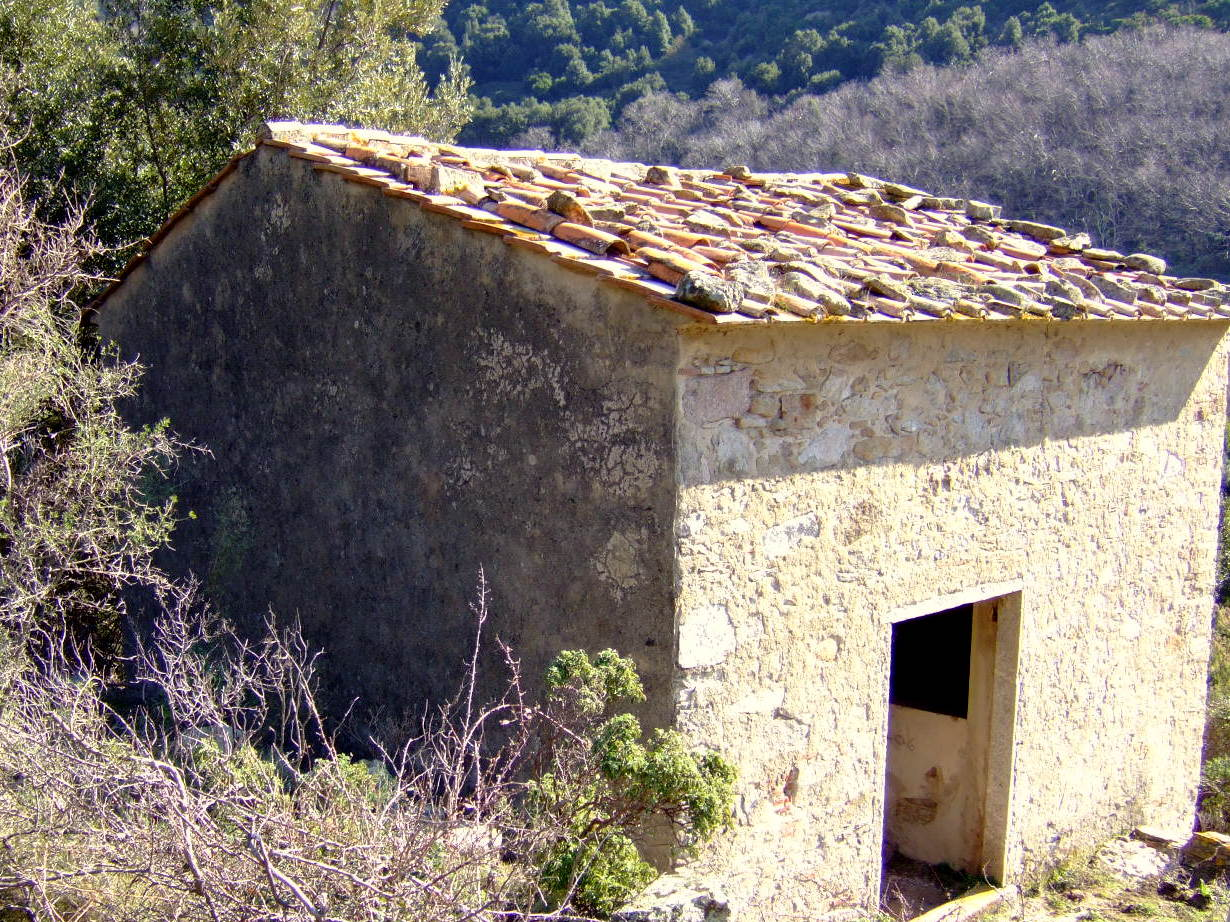
Magazzino della famiglia Galeazzi
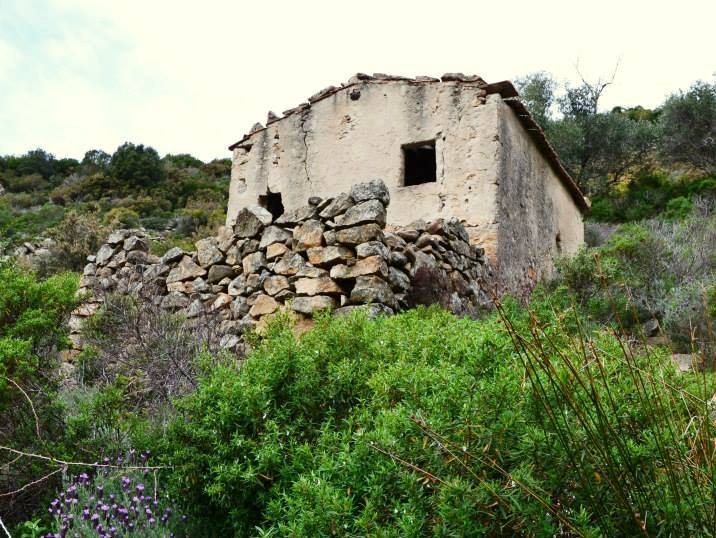
Magazzino della famiglia Gentili
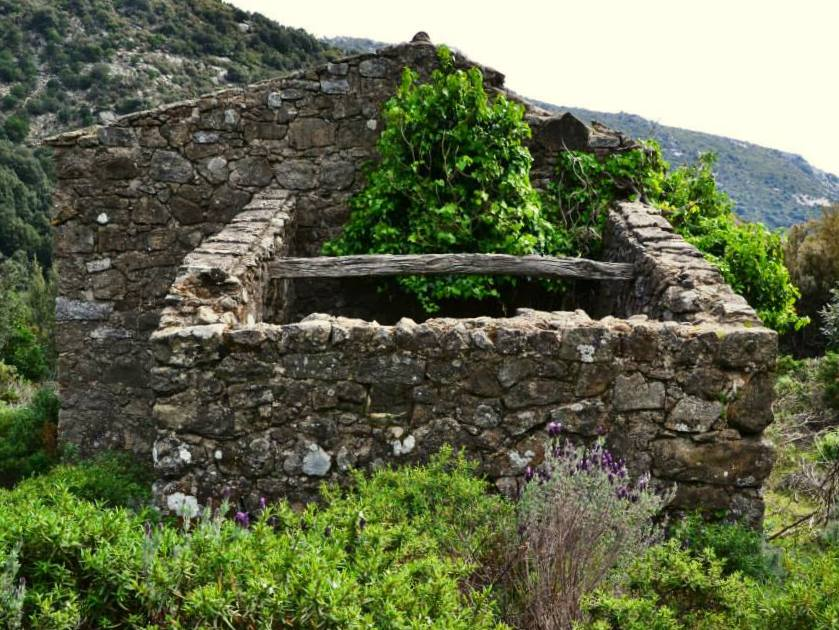
Magazzino della famiglia Testa

## Video
- Sul paese di Pomonte: https://www.youtube.com/watch?v=P1jcSRvbWc4
- Sul relitto del mercantile Elviscot (1972): https://www.youtube.com/watch?v=xmotPNCYTUc
- Sulla scoperta dei ruderi medievali della Chiesa di San Benedetto: https://www.youtube.com/watch?v=9l4j8l6dBpk